# ノック (野球)
ノック（和製英語 : knock、英語 : fungo）とは、野球やソフトボールで守備練習（捕球練習）のために、自らトスしたボールを打つこと、あるいはその守備練習のことである。
本項では英語のfungoやカタカナ語のノックに相当する練習や行動を説明する。
他の球技においても、同様に打球を処理する練習のために打つことをノックと呼ぶことがある。また、球技に限らずに繰り返し練習などの基礎練習の例えとしてノックが使われる。

## 概要
ノック練習は野球やソフトボールにおける代表的な守備練習として知られる。
ノックを打つ者のことを「ノッカー」といい、ノッカーは左右いずれかの手にバットを持ち、もう一方の手にボールを持つ。この状態から自らボールをトスしてこれを打ち、受け手がその打球を処理することで守備練習を行う。より効果的なノック練習を行うには、目的に応じて打球のコースや強さを打ち分け、ボールの回転も実際の試合における打球と同様であることが望ましく、ノッカーにはこれを満たす高度な技術が要求される。そのため、MLBではノッカーを専任スタッフとして雇うこともある。
ノック練習においてノッカーの技量不足や負担を補うために、バットで打つ代わりに手で投げたり、トスの代わりにティーを使用したり、ノックマシンを使用する場合もある。
里崎智也によると、落合博満は正面の簡単な打球を延々と確実に処理するのがノックとして一番苦しい練習で、横に飛び付かせるようなノックは「あんなのコーチの自己満足で、上手くならない」としているという。また、本人は「プロ入りしてから早めに守備を完璧にしておけば、後は守備練習に時間を割かずに済み、打撃練習の時間を好きなだけ取れる」「守備が上手ければ打撃が衰えても守備固めで出場機会を得られるし、守備が衰えるのは体が動かなくなるケースぐらいしかほぼない」「プロ野球でレギュラーになるには一軍レベルの最低限の守備力がなければならない」と守備やノックの重要性について語っている。

## 主なノックの種類
アメリカンノック
受け手をライト（レフト）の守備位置からレフト（ライト）方向に走らせつつレフト（ライト）にノックで飛球を打ち、これを捕球させる練習方法。走りながら打球を追う技術を身につけるほか、脚力や持久力の強化を目的に行われる。
近距離ノック
塁間よりも短い近距離（20メートル程度）で行うノック練習。打球への反応を速くすることを目的に行われる。
三間ノック
受け手にキャッチャーの防具を身につけさせて、三間程度（5-6メートル）の至近距離で行うノック練習。捕球練習ではなく、体で受けることで打球に対する恐怖心を克服することが目的。
シートノック
受け手を実際の守備位置に配置して行うノック練習。捕球練習のほかに、ベースカバーやボールカットなどのフォーメーションの確認が行われる。
千本ノック
多数のノックをただひたすら受け続ける練習方法。実際に1000本のノックをこなそうとすると数時間を要し相当な体力が必要となることから、スポ根ネタとして使われることが多い。より現実的な数字として「百本ノック」とすることもある。
マシンガンノック
短い間隔で絶え間なくノックを打つ練習方法。実施した指導者として山下智茂や宇津木妙子が有名。「速射ノック」、「地獄ノック」ということもある。